# Paolo Bergamo
Paolo Bergamo (Collesalvetti, 21 aprile 1943) è un ex arbitro di calcio italiano ed ex designatore degli arbitri di Serie A e B.

## Carriera

### Arbitro
Calciatore nelle giovanili dell'U.S. Livorno gioca in Serie C nel Pietrasanta, Carrarese e Vis Pesaro.
A causa di un infortunio incorsogli nel 1968, iniziò ad arbitrare prendendo la tessera presso la Sezione AIA di Livorno.

Dopo la necessaria trafila arbitrando tutte le categorie regionali le stagioni dal 1968 al 1971, è inserito nei ruoli arbitrali della C.A.S.P. (arbitri a disposizione della Lega Nazionale Semiprofessionisti) per dirigere partite dei campionati di Serie D della stagione 1971-1972 e anche le due stagioni successive.
All'inizio della stagione 1974-1975 è promosso e inserito nei quadri della Commissione Arbitri Nazionale (C.A.N.).

Debuttò in Serie B dirigendo la partita Foggia-Novara (0-0) del 22 dicembre 1974.
L'esordio in Serie A non tardò ad arrivare. All'inizio della stagione 1975-1976 fu designato a dirigere il 12 ottobre la partita Cagliari-Ascoli terminata 0-0.
Nel 1978 venne promosso al ruolo degli "arbitri internazionali". Nel novembre 1979 sospese per nebbia Milan-Napoli dopo tre minuti della ripresa, decisione che gli procurò un'accusa di truffa a danno dei tifosi (dopo il primo tempo gli spettatori non avevano più diritto al rimborso del biglietto). Nel 1981, durante la partita Juventus-Roma della 28ª giornata annullò su segnalazione del guardialinee Giuliano Sancini un gol al romanista Maurizio Turone per fuorigioco, scatenando le ire dei tifosi giallorossi. L'anno seguente arbitrò la finale di Coppa Italia 1981-1982 Inter-Torino, vinta dai neroazzurri.
Concluse la carriera nel 1988, dopo 83 presenze in Serie B e 155 presenze in Serie A (tra cui alcune "classiche" del campionato come 2 Juventus-Inter, 3 derby di Milano, 1 derby di Roma, 3 Milan-Juventus, 2 Juventus-Roma, 4 Inter-Roma, 3 Milan-Roma, 5 derby della Mole, 1 derby della Lanterna, 3 Napoli-Roma, 2 Napoli-Juventus, 3 Napoli-Milan, 4 Napoli-Inter e la sfida scudetto della stagione 1984-1985 tra Verona e Torino).
Il 29 giugno 1977 ha diretto lo spareggio per la Serie A fra Atalanta e Cagliari (2-1) e il 2 luglio 1979 ancora uno spareggio per la promozione in Serie A, Pescara-Monza 2-0.
Ha ottenuto, come miglior arbitro, i seguenti premi: 
- in Serie D nella stagione 1970-1971 il premio "Giacomo Bertolio";
- in Serie C nella stagione 1971-1972 il premio "Ermanno Silvano";
- in Serie B nella stagione 1973-1974 il premio "Vincenzo Orlandini";
- nella stagione 1975-1976 il premio "Florindo Longagnani" (poi diventato Premio "Giorgio Bernardi") quale miglior debuttante in Serie A; il prestigioso Premio Giovanni Mauro nel 1981 e nella stagione 1983-1984 il premio "Generoso Dattilo" per l'attività internazionale.

Nel 1993 il CONI gli conferisce la Stella d'Argento al merito sportivo.
A livello internazionale arbitra 16 gare fra squadre nazionali fra le quali il 29 settembre 1979 la finale dei Giuochi del Mediterraneo a Spalato fra Jugoslavia e Francia. Nel maggio 1981 partecipa agli Europei Under 21 in Germania. Nel giugno 1984 la semifinale degli europei Francia-Portogallo vinta dai transalpini 3-2 dopo i tempi supplementari. Arbitra inoltre due semifinali di Coppa delle Coppe: Aberdeen-Waterschei edizione 1982-1983 e Bayern Monaco-Everton nel 1985.
Successivamente ha espletato esclusivamente incarichi di dirigente in seno all'AIA.

### Dirigente
Paolo Bergamo, dopo essere stato presidente del Comitato Regionale Arbitri (CRA) toscano dell'AIA, diventò designatore arbitrale in Serie A nel 1999 assieme al collega Pierluigi Pairetto, e mantenne l'incarico fino al 2005 quando decise volontariamente di dimettersi per le critiche mosse contro il suo operato.
Dal 2000 al 2002 ha fatto parte della Commissione Arbitrale della UEFA. Dal 2002 al 2006 ha ricoperto il medesimo incarico a livello FIFA ed ha partecipato alla Confederations Cup 2003 in Francia; alle Olimpiadi 2004 in Grecia; alla Confederations Cup 2005 in Germania; ai Mondiali Under-17 del 2005 in Perù, e ai Mondiali 2006 in Germania.

#### Lo scandalo di Calciopoli
Nel 2006 venne implicato nell'inchiesta Calciopoli, poiché, secondo l'accusa, ritenuto componente del sistema di potere retto da Luciano Moggi, e di cui avrebbe fatto parte, tra gli altri, anche il collega designatore Pierluigi Pairetto.
Il 17 dicembre 2013 la Corte di Appello del Tribunale di Napoli Sezione VI con sentenza n. 10786/2012 R.G. Appello n. 6566/13 Registro Sentenze ha deciso che la sentenza di primo grado è annullata e il Tribunale di Napoli dovrebbe dare corso ad un nuovo giudizio (pagina 200 della sentenza).

Il 24 settembre 2020 la VI Sezione Penale del Tribunale di Napoli ha pronunciato sentenza di non doversi procedere, in relazione ai reati allo stesso ascritti.